# Букова алея (пам'ятка природи)
Бу́кова Але́я — ботанічна пам'ятка природи місцевого значення в Україні. Розташована в межах Клесівської селищної громади Сарненського району Рівненської області, в селі Пугач.
Площа 0,1 га. Статус присвоєно згідно з рішенням облради № 213 від 13.10.1993 року. Перебуває у віданні: Клесівська селищна рада.